# Monica Nève
Monica Nève de Mévergnies (* 1933) ist eine belgische Musikerin, Dirigentin und sozial engagierte Frau.
Monica Nève wurde 1933 als Monique Nolet de Brauwere van Steeland geboren. Sie hatte sieben Geschwister. Als Siebenjährige begann sie Klavier zu spielen; später lernte sie Flöte und Schlagzeug. Auch Gesang lag ihr immer am Herzen. Sie ließ sich zur Dirigentin ausbilden. In Rom, wohin sie durch ihr Klavierspiel kam, widmete sie sich der Kunstgeschichte, einem Studium, das sie später in Brüssel abschloss. Sie heiratete den Ingenieur Emmanuel Nève de Mévergnies und hatte mit ihm fünf Kinder. Nach einem Jahr in Amerika und vier Monaten in Lubumbashi in der Demokratischen Republik Kongo kümmerte sie sich ab 1960 um die Erziehung ihrer Kinder und perfektionierte gleichzeitig ihre musikalische Ausbildung.
1975 gründete sie mit ihrem Mann und vier weiteren Personen den gemeinnützigen Verein Nativitas. Zunächst ging es nur darum, mittellosen Einwohnern des Brüsseler Marolles-Viertels etwas zu essen, Kleidung und menschliche Wärme zu geben.
1986 zog der Verein in zwei benachbarte Häuser in der Rue Haute. Seither konnte er etwa 70 Mahlzeiten pro Tag, Nahrungsmittelpakete, Zimmer, Duschen, Secondhand-Kleidung, eine Sozialstation und andere Aktivitäten bieten. 1976 konnte der Verein sein kulturelles Projekt ausbauen. Es wurden Sprachkurse, Kurse im Notenlesen, Gitarrenkurse, Exkursionen und Besichtigungen angeboten sowie ein Chor gegründet.
Am 1. Februar 2008 erhielt Monica Nève für ihren Kampf um Menschlichkeit die Ehrendoktorwürde der Université catholique de Louvain (UCL).